# ベアトリス・ティンズリー
ベアトリス・ティンズリー（Beatrice Muriel Hill Tinsley, 1941年1月27日 - 1981年3月23日）は、アメリカ合衆国で活躍した女性の天文学者・宇宙物理学者。
40歳で夭折し、父親によってその生涯は『ある女性天文学者の生涯－私の娘ベアトリス・ティンズリーの手紙』（原題"My Daughter Beatrice : A Personal Memoir of Dr. Beatrice Tinsley, Astronomer"）にまとめられた。

## 生涯
イギリスのチェスターに生まれた。家族とともにニュージーランドに移住し、カンタベリー大学で物理学を学んだ。理学修士号を取得しました。物理学者のブライアン・ティンズリーと結婚しアメリカに移り、1966年テキサス大学で天文学の学位を得た。天体の形成と進化、銀河系外の天体を研究し、1974年に優れた女性天文学者に送られるアニー・J・キャノン賞を受賞した。夫のブライアンと養子二人の下を離れ、1978年にイェール大学の助教授として職を得たが、1981年皮膚がんで死亡した。

### その後
1981年、ニュージーランドのマウントジョン天文台で発見された小惑星 (3087) がベアトリス・ティンズリーと命名された。
1986年、アメリカ天文学会は、ティンズリーを記念して、天文学・宇宙物理学に功績に対してベアトリス・ティンズリー賞を設けた。
2016年1月27日、ティンズリーの生誕75年を記念して、Googleのロゴマークが彼女にちなんだものにされた。

## 評伝
- エドワード・ヒル 『ある女性天文学者の生涯－私の娘ベアトリス・ティンズリーの手紙』 古川路明・古川信子訳、七つ森書館、2004年。ISBN 978-4822804930。